# Inmaculada Concepción (Iglesia de Nuestra Señora de la Consolación)
La Inmaculada Concepción es una talla de Juan Martínez Montañés realizada entre 1606 y 1608. Está ubicada en la Iglesia de Nuestra Señora de la Consolación, en El Pedroso, Sevilla (Andalucía, España).

## Historia
Diego Pérez Cabeza, oriundo de El Pedroso, fue un destacado conquistador y poblador del Nuevo Mundo; partió en 1561 rumbo a Perú, donde se desempeñó como menestral al servicio del virrey Nicolás López de Velasco. Fallecido en 1582, dispuso en su testamento que se enviase a España una determinada cantidad de dinero (11 484 pesos y 4 reales de plata) destinada, entre otras labores, a sufragar en la Iglesia de Nuestra Señora de la Consolación el levantamiento de una capilla y un retablo en honor a la Inmaculada Concepción, debiendo donarse una parte para la constitución de una capellanía con el fin de que se oficiasen misas por su alma ante un retablo presidido por un cuadro de Hernando de Esturmio dedicado a Santa Catalina de Alejandría, el cual, debido a que el dinero enviado resultó insuficiente para construir la capilla, pasaría a ocupar el ático del nuevo retablo dado el deterioro de la estructura que lo alojaba originalmente. Todas estas tareas fueron encomendadas a Martínez Montañés, quien firmó el contrato de las mismas en presencia de un escribano el 9 de mayo de 1606, elaborando la imagen de la Virgen entre 1606 y 1608 y el retablo entre 1606 y 1609. El escultor se comprometió además a costear la madera necesaria y a dirigir las labores de instalación de la imagen de la Inmaculada y del resto de esculturas y piezas de la estructura, durando toda la obra en torno a tres años pese al plazo inicialmente estipulado de ocho meses. La talla de la Inmaculada presidió el retablo hasta que, por motivos de seguridad, fue emplazada en otro de estilo neoclásico fechado a principios del siglo xviii y ubicado en la Capilla Sacramental del templo.

## Descripción

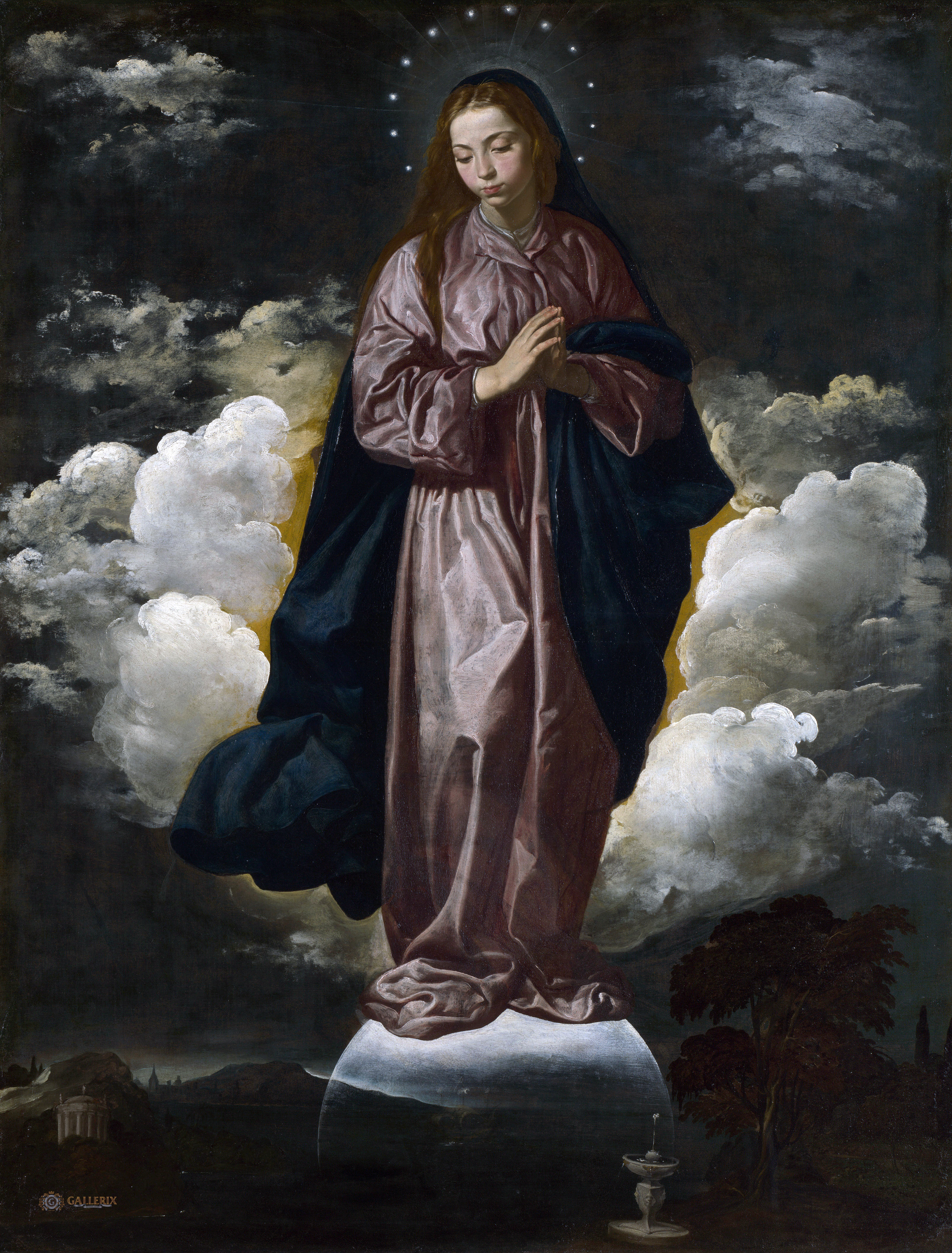
Inmaculada Concepción, por Diego Velázquez (c. 1618).

Según una descripción del catedrático José Hernández Díaz:

Es una bellísima Virgen aniñada, de poético y bello talante, cuyo concepto cambiará años después hacia la sublime interpretación de la Theotocos. La representa en oración, la mirada baja y las manos puestas oracionalmente en forma ovalada…

La imagen, en madera policromada y de bulto redondo, representa a la Virgen bajo la apariencia de una niña. Las características que denotan este aspecto radican en la forma suave y rechoncha del rostro, con unos pómulos redondeados y sin apenas arrugas de expresión, y en el cuerpo, demasiado pequeño con relación a la cabeza. La Inmaculada posee una melena con leves ondulaciones la cual cae sobre los hombros y perfila tanto el rostro como el cuello. Los ojos están abiertos y miran inadvertidamente hacia el suelo. Los brazos están flexionados y las manos juntas en actitud orante, pudiéndose apreciar un ligero desplazamiento al lado izquierdo que a su vez contrasta con el movimiento de la cabeza, girada al lado contrario, lo que crea un efecto muy alejado del hieratismo patente en el estilo impuesto por Gregorio Fernández; esta diferencia se vería acentuada con La Cieguecita, obra maestra de Montañés que sentaría las bases para un nuevo concepto artístico el cual sería imitado por tallistas contemporáneos y posteriores.
La Virgen, de 1,55 metros de alto, viste una túnica en la que resaltan pliegues casi verticales rematados en la base por una profusión de drapeados tan numerosos que simulan un fruncido. Por su parte, toda la figura se cubre con un manto repleto de ricos estofados que, gracias a su vuelo y disposición asimétrica, dota de movimiento y fluidez a la obra, destacando principalmente los pliegues en forma de abanico presentes en el vientre, acentuados a su vez por el contrapposto originado gracias a la flexión de la pierna derecha. La Inmaculada se apoya en un escabel con forma de media luna en cuyo frente se halla la cabeza alada de un serafín, lo cual se ajusta a la doctrina de Francisco Pacheco (quien policromó la obra),: p. 14  si bien carece de una aureola de doce estrellas en referencia a las doce tribus de Israel.

## Legado
Esta escultura, influenciada por Jerónimo Hernández y Gaspar Núñez Delgado, es una de las obras más destacadas de Montañés ya que constituye su primera Inmaculada, en la cual se pueden apreciar casi todos los detalles que definen su estilo y que irían evolucionando con el paso del tiempo hasta culminar, veinte años después, con La Cieguecita, su obra más destacada dentro del género inmaculista así como dentro de su catálogo en general. La talla de El Pedroso influyó no solo en La Cieguecita sino también en otras esculturas de corte concepcionista, como por ejemplo la Inmaculada de la Iglesia de San Andrés, también de Montañés, o la Purísima venerada en la Iglesia de San Julián, de Alonso Cano. Sumado a esto, la obra sirvió también de inspiración en la pintura, destacando principalmente un cuadro de Velázquez fechado hacia 1618.
La Inmaculada de El Pedroso fue solicitada en 2009 para ser exhibida en la National Gallery de Londres, si bien no llegó a ser expuesta ante la negativa del consejo pastoral. Años después tendría el honor de participar en la exposición Montañés. Maestro de maestros, celebrada en el Museo de Bellas Artes de Sevilla del 29 de noviembre de 2019 al 14 de marzo de 2020. La exhibición tenía prevista su clausura para el 15 de marzo, pero la declaración del estado de alarma con motivo de la crisis sanitaria provocada por la COVID-19 produjo su cierre un día antes, debiendo permanecer la imagen en el museo más tiempo del inicialmente previsto a causa del confinamiento decretado por la pandemia.